# 要素従属性
要素従属性（ようそじゅうぞくせい）とは、共犯が成立するためには、（概念上の前提となる）正犯が一定の犯罪要素を備えるものでなければならない、という共犯の性質を指す。

## 概説
従来，従属性の程度（共犯従属性説を前提にその程度を問題にするもの）と呼ばれてきたものであるが、要素従属性は共犯従属性説・共犯独立性説を問わず問題となるものであることに着目してこのような用語法が唱えられ、定着している。ここで、共犯は正犯のいかなる要素に従属するかが問題とされるのである。
なお、従属性の二義性を主張する立場からは、要素従属性における従属性とは成立要件としての従属性であって、連帯性としての従属性ではないとの指摘もなされている。すなわち、例えば、後述の制限従属形式は正犯の違法性を共犯の成立要件として要求するものではあっても、正犯が違法なら共犯も違法であるという点までは含意しないということである。

## 要素従属性の学説
かつて、共犯従属性説における従属性の形式について、M・E・マイヤーが4つに分類し、それぞれ誇張従属形式（この形式を採る学説の名前としては誇張従属性説と呼ばれる。以下同様。）、極端従属形式、制限従属形式、最小限従属形式と命名した。このうち、後3者は要素従属性に関するものである（なお、日本においては、誤解に基づいて、誇張従属形式についても要素従属性の形式としての定義もなされている）。さらに、純粋惹起説の主張者からは、単純違法従属性説、規範的障害従属性説、可罰的不法従属性説といった要素従属形式の主張もなされている。

### 誇張従属性説
共犯が成立するためには、正犯に構成要件該当性、違法性、有責性に加えて処罰要件まで備える必要があるという見解。

### 極端従属性説
共犯が成立するには、正犯に構成要件該当性と違法性と有責性を要求する見解である。かつての共犯従属性説はすなわち極端従属性説であったが、制限従属性説の台頭に伴って支持を失った。

### 制限従属性説
共犯が成立するには、正犯に構成要件該当性と違法性を要求する見解である。現在の通説とされる。
M.E.マイヤーの時代では構成要件は故意を含まなかったため、本来の制限従属形式は故意への従属性を否定するものであったが、現在では構成要件要素としての故意が広く認められており、故意への従属性を肯定する見解が通説である。とは言え、構成要件的故意に留まるのか故意全体に従属するのかといった違いはある。

### 最小限従属性説
共犯が成立するには、正犯に構成要件該当性を要求する見解である。近時有力化しつつある見解である。
もっとも、多くの場合は違法は連帯的（すなわち正犯が適法なら共犯も適法で正犯が違法なら共犯も違法）で相対化するのは例外的であるとされており、制限従属性説との違いはさほど大きいわけではない。